# Pita Gus Sowakula
Pas d'image ? Cliquez ici

a Compétitions nationales et continentales officielles uniquement.

b Matchs officiels uniquement.
Dernière mise à jour le 5 novembre 2023.
Pita Gus Sowakula, né le 26 octobre 1994 à Lautoka (Fidji), est un joueur de rugby à XV international néo-zélandais d'origine fidjienne évoluant principalement au poste de troisième ligne centre au sein de l'ASM Clermont Auvergne en Top 14.
Lors de sa jeunesse, il joue également au basket-ball au niveau professionnel en Nouvelle-Zélande, et représente l'équipe des Fidji.

## Biographie
Né à Lautoka, Pita Gus Sowakula y est élevé par son oncle, car sa mère entre à l'école alors qu'il n'est qu'un nourrisson. Il est d'abord scolarisé à la Suva Grammar School (en), avant de rejoindre le Central College Lautoka. Lors de sa scolarité, il pratique le rugby à XV et le basket-ball.

## Carrière

### En basket-ball
Pita Gus Sowakula commence sa carrière de joueur de basket-ball avec le club amateur des Boston White de Raiwaqa, disputant le championnat fidjien.
Il dispute en 2012 le championnat d'Océanie des moins de 19 ans, avec l'équipe junior fidjienne. La même année, il participe aux Oceania Youth All Stars,.
En 2013, il est sélectionné pour la première fois avec l'équipe des Fidji pour participer au championnat d'Océanie. Ses bonnes performances lors de la compétition lui valent d'être repéré par l'Iowa Central Community College (en), qui lui offre une bourse d'études. Au dernier moment, il ne rejoint finalement pas l'établissement américain, et reste aux Fidji.
Il rejoint en 2014 le club néo-zélandais des Otago Nuggets en NBL. Il joue son premier match une semaine après son arrivée, face aux Taranaki Mountain Airs. Après son premier match, ses performances sont considérées comme décevantes, et il est remplacé dans l'effectif.
En 2015, il participe à l'épreuve de basket-ball (en) des Jeux du Pacifique de 2015 avec la sélection fidjienne. Les Fidjiens parviennent à accéder à la finale du tournoi, où ils s'inclinent face à Guam, remportant ainsi la médaille d'argent,. Peu après la compétition, Sowakula rentre aux Fidji, et décide d'arrêter sa carrière de basketteur pour à nouveau pratiquer le rugby.

### En rugby
Parallèlement à sa carrière de basket-ball, Pita Gus Sowakula pratique le rugby à XIII, évoluant pour le club des Tagaqe Eels entre 2014 et 2015 dans le championnat national fidjien. Il dispute également une tournée en Australie avec les Nadroga Knights. Toujours en 2015, il est sélectionné avec les Fijian Residents, équipe regroupant les meilleurs joueurs fidjiens évoluant sur le territoire national.
En 2015, il participe aussi aux camps d'entrainements de la sélection fidjienne de rugby à sept, entrainée par Ben Ryan, dans le but de préparer les Jeux olympiques 2016,. Il décide cependant de privilégier sa carrière de basket-ball, et décline la sélection.
En 2016, après avoir travaillé pendant quelque temps dans un centre de vacance à Sigatoka, il trouve grâce à son agent un contrat avec la province néo-zélandaise de Taranaki. Il joue dans un premier temps avec l'équipe Development (espoir) de la province, ainsi qu'avec le club amateur de Spotswood United dans le championnat amateur local,. C'est à ce moment-là, qu'il transitionne du poste d'ailier à celui de troisième ligne, plus adapté à ses qualités physiques. Ses performances en club lui permettent d'être retenu dans l'effectif professionnel pour la saison 2017 de National Provincial Championship (NPC). Il joue son premier match le 19 août 2017 contre Waikato. Lors de cette première saison au niveau professionnel, il dispute huit rencontres, toutes comme titulaire au poste de flanker. Après cette bonne première saison, il est élu « joueur le plus prometteur de la saison » par sa province.
En mars 2018, il est appelé en cours de saison par la franchise des Chiefs, afin de compenser de nombreuses blessures au poste de deuxième ligne au sein de l'effectif. C'est à ce poste qu'il fait ses débuts en Super Rugby en tant que remplaçant, le 30 avril 2018 contre les Highlanders,. Il enchaine ensuite avec six autres matchs, dont quatre titularisations au poste de troisième ligne centre.
Il obtient un contrat professionnel avec les Chiefs pour la saison 2019 de Super Rugby,. Après avoir été gêné par une blessure en début de saison, il dispute huit rencontres, dont cinq titularisations,.
En 2019, il est contacté par le sélectionneur de l'équipe fidjienne John McKee pour participer à la Coupe du monde 2019. Il décide de ne pas donner suite à cette invitation, afin de pouvoir rester sélectionnable avec la Nouvelle-Zélande. En effet, grâce à son talent, Sowakula est alors considéré comme l'un des potentiels successeurs de l'emblématique Kieran Read avec les All Blacks.
Sowakula s'impose réellement comme le titulaire au poste de troisième ligne centre à partir de 2020, et plus particulièrement du Super Rugby Aotearoa, où il dispute l'intégralité des matchs de son équipe,,.
En vertu de ses origines fidjiennes, il est sélectionné avec les Moana Pasifika, une sélection représentant les îles du Pacifique, pour affronter les Māori All Blacks le 5 décembre 2020.
Lors de la saison 2021, il est finaliste du Super Rugby Aotearoa avec les Chiefs, après une défaite en finale face aux Crusaders,.
En juin 2022, après une nouvelle bonne saison avec les Chiefs, il est sélectionné pour la première fois avec les All Blacks par Ian Foster, afin de préparer une série de test-matchs face à l'Irlande,. Il obtient sa première cape lors du premier match de la série le 2 juillet 2022 à Auckland, et inscrit un essai à cette occasion,.
En décembre 2022, le club français de l'ASM Clermont annonce avoir recruté Sowakula à partir de la saison prochaine pour un contrat de deux saisons et une en option ; par ailleurs, sa compagne Toka Natua (en), qui est également joueuse de rugby, internationale néo-zélandaise à XV et cookienne à XIII, signe à l'ASM Romagnat rugby féminin,. 

## Palmarès

### En basket-ball
- Médaille d'argent des Jeux du Pacifique de 2015 avec les Fidji.

### En rugby à XV
- Finaliste du Super Rugby Aotearoa en 2021 avec les Chiefs.
- Finaliste du Super Rugby en 2023 avec les Chiefs.
- Vainqueur du NPC en 2023 avec Taranaki.

## Statistiques

### En franchise
Pita Gus Sowakula dispute 69 matchs de Super Rugby (ou de Super Rugby Aotearoa) avec les Chiefs de 2018 à 2023, au cours desquels il marque 60 points (12 essais).
| Saison | Équipe | Compétition                      | Matchs | Titularisations | Points | Essais |
| ------ | ------ | -------------------------------- | ------ | --------------- | ------ | ------ |
| 2018   | Chiefs | Super Rugby                      | 7      | 4               | 0      | 0      |
| 2019   | Chiefs | Super Rugby                      | 8      | 5               | 5      | 1      |
| 2020   | Chiefs | Super Rugby/Super Rugby Aotearoa | 13     | 11              | 5      | 1      |
| 2021   | Chiefs | Super Rugby/Super Rugby Aotearoa | 11     | 7               | 10     | 2      |
| 2022   | Chiefs | Super Rugby                      | 14     | 13              | 25     | 5      |
| 2023   | Chiefs | Super Rugby                      | 16     | 11              | 15     | 3      |
| Total  | Total  | Total                            | 69     | 51              | 60     | 12     |